# Impatiens nasuta
Impatiens nasuta är en balsaminväxtart som beskrevs av Joseph Dalton Hooker. Impatiens nasuta ingår i släktet balsaminer, och familjen balsaminväxter. Inga underarter finns listade i Catalogue of Life.